# Шентйошт-над-Хорюлом
Шентйошт-над-Хорюлом (словен. Šentjošt nad Horjulom) — поселення в общині Доброва-Полхов Градець, Осреднєсловенський регіон, Словенія. 
Висота над рівнем моря: 619,1 м.